# Facteur régulateur de l'interféron

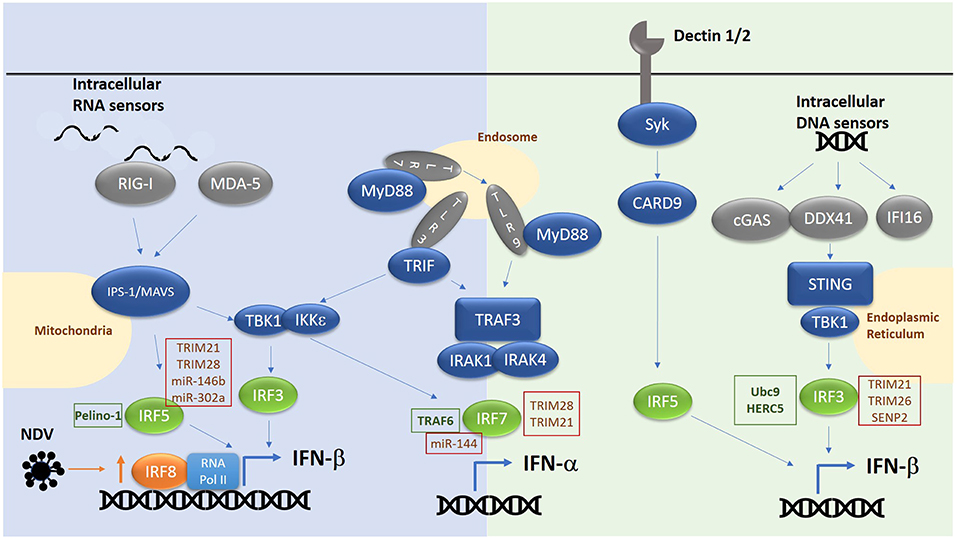
Aperçu des voies de détection de l’ARN/ADN. Les ligases E3 et les microARN régulant les membres de la famille des facteurs régulateurs de l’interféron sont mis en évidence dans les zones de texte. Zone de texte verte pour les régulateurs positifs et en rouge pour les régulateurs négatifs.

Les facteurs régulateurs de l'interféron (IRF) sont une famille de facteurs de transcription qui régulent de nombreux aspects des réponses immunitaires innées et adaptatives, notamment la conduite des réponses antivirales, la réponse aux agents pathogènes pour déclencher des réponses pro-inflammatoires et la régulation de la différenciation des cellules immunitaires. 
Composés de 9 membres de la famille, les IRF partagent une homologie significative au sein de leur domaine de liaison à l'ADN N-terminal d'environ 120 acides aminés qui forme un motif hélice-boucle-hélice qui reconnaît des séquences d'ADN spécifiques similaires à l'élément de réponse stimulé par l'interféron. Le domaine C terminal est plus diversifié parmi les membres de la famille et confère leur fonction unique en régulant leur capacité à interagir entre eux et avec des protéines en dehors de la famille des facteurs régulateurs de l'interféron. En général, le domaine C terminal de chaque membre des facteurs régulateurs de l'interféron contient une séquence d'exportation nucléaire, une séquence auto-inhibitrice et un domaine d'association IRF qui, pour la plupart des membres de la famille, contient des résidus sérine phosphorylés pour réguler l'activité. 
Les membres de la famille IRF peuvent à la fois s'homodimériser et s'hétérodimériser, formant à la fois des complexes transcriptionnellement actifs ou répressifs,,. Compte tenu de leur rôle central en tant que régulateurs transcriptionnels de la biologie de l'interféron de type I (IFN-α et -β), ils ont été impliqués dans la pathologie de plusieurs maladies auto-immunes et auto-inflammatoires, notamment le lupus érythémateux disséminé, dans lequel la surexpression des interférons de type I est considéré comme un contributeur majeur à la pathologie,.

## Les différents facteurs régulateurs de l'interféron

### Facteur régulateur de l'interféron 1
Le facteur régulateur de l'interféron 1 (IRF1) a été le premier IRF identifié pour induire  la transcription des gènes IFN de type I et pour être essentiel à la défense de l'hôte contre un large éventail de virus, notamment le virus de la grippe, le rhinovirus humain (HRV), le virus varicelle-zona (VZV), le virus respiratoire syncytial ( RSV), les flavivirus et le virus du Nil occidental,,,. Il s'active aussi contre le virus de métapneumovirus humain via TANK-Binding Kinase 1 ( TBK1) et l'interféron de type I.

### Facteur régulateur de l'interféron 2
Le facteur régulateur de l'interféron 2 (IRF2) est nécessaire au développement et à la maturation fonctionnelle des cellules NK humaines.